# Phanoperla anomala
Phanoperla anomala är en bäcksländeart som först beskrevs av Banks 1939.  Phanoperla anomala ingår i släktet Phanoperla och familjen jättebäcksländor. Inga underarter finns listade i Catalogue of Life.